# Clepsiphron
Clepsiphron là một chi bướm đêm thuộc họ Geometridae.

## Các loài
- Clepsiphron calycopis Turner, 1922